# Szalom-Awraham Szaki
Szalom-Awraham Szaki (hebr.: שלום-אברהם שאקי, ang.: Shalom-Avraham Shaki, ur. 1906 w Jemenie, zm. 4 listopada 1990) – izraelski polityk, w latach 1962–1965 poseł do Knesetu z listy Narodowej Partii Religijnej (Mafdal).
W wyborach parlamentarnych w 1961 nie dostał się do izraelskiego parlamentu, jednak 8 listopada 1962 po śmierci Mordechaja Nuroka objął po nim mandat poselski.